# Ska 'n' B
Albums de Bad Manners
Loonee Tunes!
(1980)
Ska'n'B est le premier album studio de Bad Manners, sorti en 1980. Il fut classé 34e, dans les charts britanniques.

## Liste des titres
| No  | Titre                             | Auteur                                 | Durée |
| --- | --------------------------------- | -------------------------------------- | ----- |
| 1.  | Ne-Ne Na-Na Na-Na Nu-Nu           | Eddie Dean, Al Dredick                 | 2:35  |
| 2.  | Here Comes The Major              |                                        | 2:54  |
| 3.  | Fatty Fatty                       | Clancy Eccles, Leroy Sibbles           | 2:25  |
| 4.  | King Ska/Fa                       |                                        | 4:22  |
| 5.  | Monster Mash                      | Leonard Capizzi, Bobby "Boris" Pickett | 3:01  |
| 6.  | Caldonia                          | Louis Jordan, Fleecie Moore            | 2:58  |
| 7.  | Magnificent 7                     | Elmer Bernstein                        | 2:31  |
| 8.  | Wooly Bully                       | Domingo Samudio                        | 3:09  |
| 9.  | Lip Up Fatty                      |                                        | 2:48  |
| 10. | Special Brew                      |                                        | 3:37  |
| 11. | Inner London Violence             |                                        | 3:56  |
| 12. | Scruffy, The Huffy Chuffy Tugboat |                                        | 1:39  |

| 13. | Holidays                        | 2:12 |
| 14. | Night Bus To Dalston            | 2:18 |
| 15. | Lip Up Fatty (Extended Edition) | 4:42 |
| 16. | Special Brew (Single Version)   | 3:19 |
| 17. | Ivor The Engine                 | 2:27 |

## Formation
- Buster Bloodvessel - Chant
- Louis 'Alphonso' Cook - Guitare
- David Farren - Basse
- Brian Tuitt - Batterie
- Martin Stewart - Clavier
- Chris Kane - Saxophone
- Andrew Marson - Saxophone
- Paul "Gus" Hyman - Trompette
- Winston Bazoomies - Harmonica
- Roger Lomas - Production
- Recorded at Horizon Studios, Coventry